# Le Cadeau de l'Ange
Le Cadeau de l’ange (天使の贈りもの, Tenshi no okurimono) est un recueil d’histoires courtes de Tsukasa Hōjō. Elles ont été publiées entre 1980 et 1988 dans le magazine Weekly Shōnen Jump de l'éditeur Shūeisha. La version française a dans un premier temps été publiée par Tonkam, puis par Ki-oon depuis janvier 2014.

## Histoires

### Le Cadeau de l'ange(1988)
Masahiro est un étudiant rêvant de vivre « une romance royale ». Il est accompagné de son amie d'enfance Kyoko. Un jour en allant à un rendez-vous, une mystérieuse petite fille nommée Anna l'agrippe dans le métro. Celle-ci l'appelle papa et Kyoko maman. Elle fera découvrir à Masahiro les joies et les peines qu’un père a pour sa fille.

### Je suis un homme!(1980)
À la suite de réparations dans leurs écoles respectives, une classe de garçons et une classe de filles vont cohabiter dans le même établissement. Sho et les garçons sont plutôt du style japonais traditionnel alors que Iwasaki et les filles sont du style occidental. Les débuts sont durs mais à part Sho et Iwasaki, ils commencent à s’accepter les uns et les autres. Sho ne fait pas confiance aux filles à cause d’un événement survenu à l’école primaire.

### Histoire de chats(1985)
Yuichi Moriyama est un photographe. Alors qu’il était sur le point d’avoir un scoop, il sauve la vie d’une chatte qui était sur le point de tomber du haut d’un immeuble. Quelques jours plus tard, il rencontre une jeune femme, propriétaire de la chatte, qui lui changera sa vie. Elle deviendra son modèle pour ses photos. Tout allait bien pour le mieux, cependant la jeune femme devait tous les jours partir avant minuit car elle cache un secret.

### City Hunter - XYZ(1983)
Pilote de City Hunter : Ryo Saeba est un nettoyeur professionnel connu sous le nom de « City Hunter ». Sa mission sera de protéger une femme : Mitsuko Shimizu. Elle doit créer un vaccin contre un virus que son père a créé. Si elle se fait enlever, il devra la tuer.

### City Hunter - Double edged(1983)
Pilote de City Hunter : Dans cette histoire, Ryo devra tuer un acteur Shin Kanamori à la demande de sa petite amie Keiko Oobara. En effet, pour pouvoir assumer son rôle de tueur, il en est devenu un, tuant des femmes la nuit.